# 661 до н. е.

## Події
- Заснування міста Візантія.
- Після смерті чоловіка, почитає правити Ірландією королева Маха.
- Початок заворушень в Єгипті, що тривають до 626 року до н. е. та призведуть до вигнання ассирійців.

## Померли
| рік | Це незавершена стаття про рік. Ви можете допомогти проєкту, виправивши або дописавши її. |